# Ulrich Mäurer

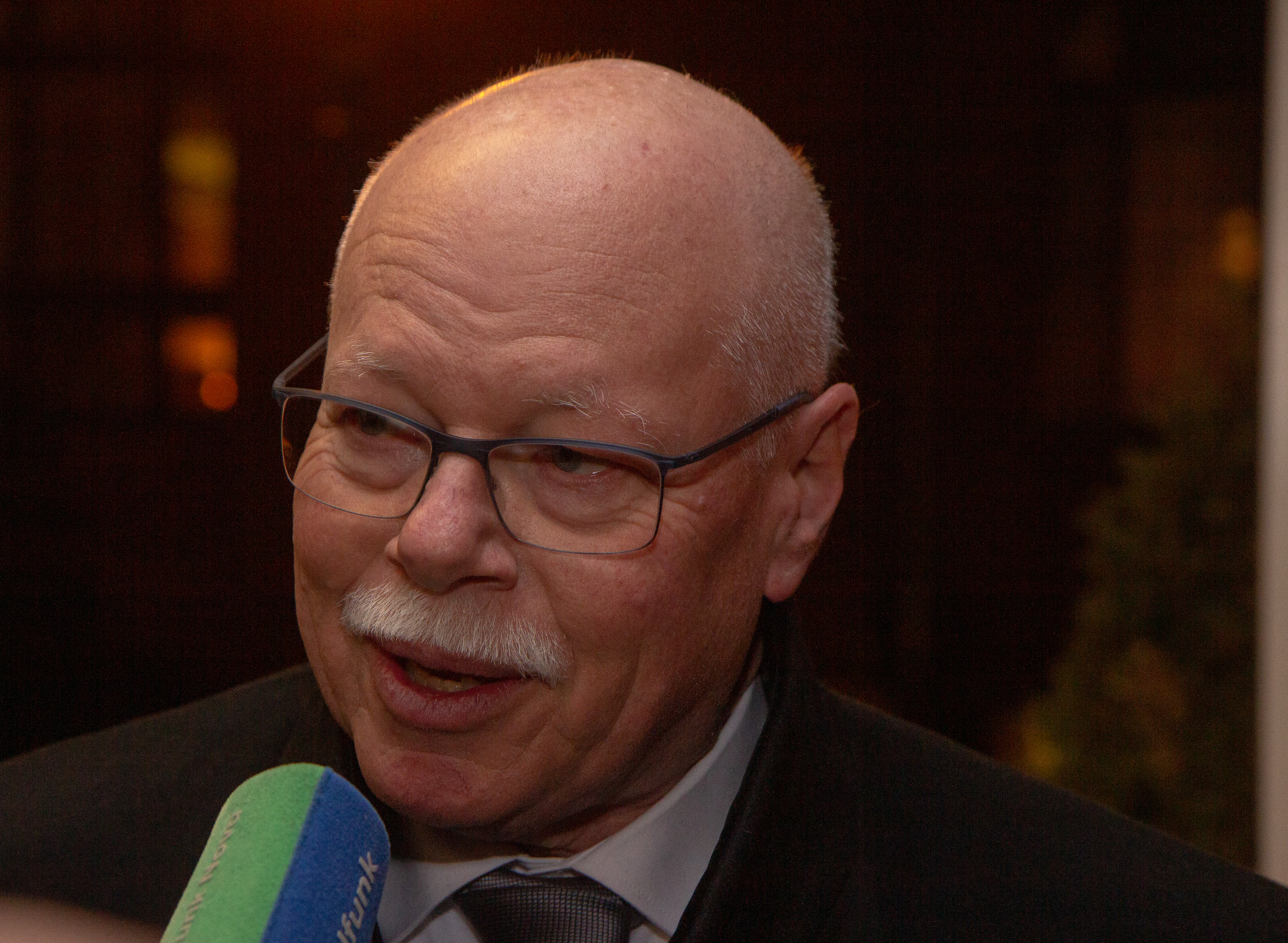
Ulrich Mäurer (2018)

Ulrich Mäurer (* 14. Juli 1951 in Höhr-Grenzhausen) ist ein deutscher Jurist und Politiker (SPD). Er ist seit dem 7. Mai 2008 Senator für Inneres des Landes Bremen.

## Biografie

### Familie, Ausbildung und Beruf
Mäurer nahm nach dem Abitur 1971 an einem Gymnasium in Daun (Vulkaneifel) das Studium der Rechtswissenschaft an der Philipps-Universität Marburg und der Universität Bremen auf, das er 1978 mit der Prüfung im Rahmen der einstufigen Juristenausbildung abschloss. Er trat ein Jahr später als Assessor in den bremischen Verwaltungsdienst ein und wurde später mit der Wahrnehmung diverser Referentenaufgaben in der Dienststelle des Senators für Rechtspflege und Strafvollzug beauftragt. Im November 1987 übernahm er die Leitung des Ausbildungs- und Prüfungsamtes für die einstufige Juristenausbildung und im August 1988 wurde er Abteilungsleiter in der Dienststelle des Senators für Justiz und Verfassung. Im Januar 1997 wurde er gleichzeitig Geschäftsführer des landeseigenen Dienstleistungsbetriebes JUDIT.
Mäurer ist verheiratet und hat zwei Kinder.

### Politik
Mäurer trat 1970 in die SPD ein. 1997 wurde er Staatsrat beim Bremer Senator für Justiz und Verfassung. In dieser Funktion wurde er bekannt durch einen umstrittenen Vorschlag zur Richterwahl im Jahr 2002 und einen 2006 veröffentlichten Untersuchungsbericht zum „Fall Kevin“, in dem er den zuständigen Ämtern schwerwiegende Fehler im Zusammenhang mit dem Tod eines zweijährigen Jungen vorwarf.
Am 7. Mai 2008 wurde Mäurer als Nachfolger Willi Lemkes Senator für Inneres und Sport (Senat Böhrnsen II). 2009 übte er turnusgemäß den Vorsitz in der Innenministerkonferenz der Länder aus. 2011 wurde er in seinem Amt als Senator bestätigt (Senat Böhrnsen III).
2014 wurde eine Kostenbeteiligung des DFB für den regelmäßig nötigen massiven Polizeieinsatz bei Fußballspielen gefordert, was seitens der Deutschen Fußball Liga (DFL) auf Widerspruch stieß. Am 29. März 2019 entschied das Bundesverwaltungsgericht in letzter Instanz, dass für den besonderen Polizeiaufwand aus Anlass einer kommerziellen Hochrisiko-Veranstaltung eine Gebührenerhebung grundsätzlich zulässig ist.
Zwischen 2015 und 2019 übte er im Senat Sieling weiter das Amt des Senators für Inneres aus.
Mäurer zog bei der Bürgerschaftswahl in Bremen 2019 wieder als Abgeordneter in die Bremische Bürgerschaft ein. Er erhielt fast 17.000 Personenstimmen (siehe dazu: Bremische Bürgerschaft, Abschnitt „Wahl“). Im Senat Bovenschulte I wurde er sodann wieder zum Senator für Inneres berufen. Dieses Amt übt er, erweitert um die Zuständigkeit für den Sport, im Senat Bovenschulte II weiterhin aus.
Im August 2025 kündigte Mäurer an, zum Jahresende zurückzutreten.

## Weitere Mitgliedschaften
Mäurer ist als Senator Mitglied in den Aufsichtsgremien der Bremer Toto und Lotto Gesellschaft und der Bremer Weserstadiongesellschaft.